# Desmiphora pallida
Desmiphora pallida là một loài bọ cánh cứng trong họ Cerambycidae.